# Alfisol

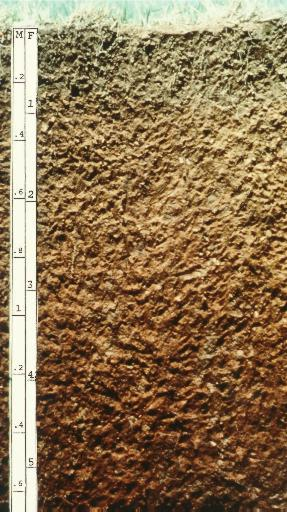
Perfil d'un alfisòl.

Els alfisols són un ordre de sòls en la USDA soil taxonomy. Els alfisols es formen en zones des de semiàrides a humides, típicament sota una coberta vegetal de fusta dura. Tenen un subsol enriquit en argila i una fertilitat del sòl relativament alta.
"Alf" es refereix a l'alumini (Al) i al ferro (Fe).
Són sòls, generalment vells, que es caracteritzen per l'el·luviació de les argiles que contenen en una part del perfil, i la seva il·luviació posterior en una part més profunda. La il·luviació de les argiles en capes subsuperficials origina els anomenats horitzons argílics, o àrgics. Aquestes capes es caracteritzen per l'elevada proporció d'argiles, la seva elevada densitat i limitada porositat.
Els alfisols ocupen al voltant d'un 10 % de la superfície emergida de la Terra no ocupada pel glaç.